# Masalia albipuncta
Masalia albipuncta là một loài bướm đêm trong họ Noctuidae.